# Хармъни (модул)
Хармъни (на английски: Harmony), преди известен като Възел 2 (на английски: Node 2), е херметизиран обитаем модул на Международната космическа станция (МКС), построен от Талес Аления Спейс по поръчка на Европейската космическа агенция (ЕКА) за НАСА по споразумение между двете агенции.

## Предназначение
Модулът изпълнява функцията на възел между някои от останалите модули на МКС. Освен това в модула са инсталирани четири международни стандартни транспортни стелажи, съдържащи подсистеми, отговорни за управление и разпределяне на електричество, въздух и данни. Модулът разполага и с шест стандартни механизма за скачване, което позволява към модула да бъдат прикрепяни други модули, космически кораби като Товарен кораб H-II, Дракон и космически совалки. В крайната конфигурация на МКС към Хармъни са скачени за постоянно модулите Дестини, Кълъмбъс и Кибо, както и херметизирани адаптер за скачване със совалката. След доставянето на Хармъни на МКС, екипажът на станцията вече е удвоен от трима на шест души.

## Техническа характеристика
С тегло от около 14 288 килограма, Хармъни е един от трите възлови модули на МКС. Неговият дизайн е базиран на дизайна на Кълъмбъс и на дизайна на многофункционалните товарени модули. Модулът е дълъг 7,2 метра и е 4,4 метра в диаметър.

## Извеждане в орбита
Модулът е изстрелян на 23 октомври 2007 година по време на мисия STS-120 със совалката Дискавъри на полет ISS-10A за сглобяване на МКС. На 26 октомври модулът е изваден от товарния отсек на совалката и временно е монтиран на модула Юнити. Екипажът на МКС влиза в модула на следващия ден. След заминаването на совалката, херметизираният адаптер за скачване на совалката на модула Дестини е махнат и на негово място е поставен Хармъни, след което адаптерът за скачване е монтиран на предния механизъм за скачване на Хармъни.